# ケイシー・ナイスタット
ケイシー・オーウェン・ナイスタット（Casey Owen Neistat、1981年3月25日-）は、アメリカ合衆国のYouTubeパーソナリティ、映画監督、ソーシャルメディア企業Bemeの創設者の一人。
ケイシーと彼の兄ヴァン・ナイスタット（Van Neistat、1975年3月27日-）は、HBOシリーズのThe Neistat Brothersのクリエイターである。

## 概要
長年ニューヨーク州マンハッタンのビルにオフィス兼スタジオを構え動画の配信を行なっていたが、2019年7月にロサンゼルスに転居した。2022年9月、ニューヨークに帰還。チャンネル登録者数は2022年9月現在で1240万人を超す。日々の生活をVlogとして定期的に配信している。

## 生い立ち
1981年、コネチカット州ゲールズフェリーのユダヤ教の家庭に生まれる。17歳のときレッドヤード高校を中退し、家を離れ、ガールフレンドのロビンとの間に息子のオーウェンをもうけた。17歳から20歳までロビンとオーウェンと共にトレーラーパークで生活していた。彼らは生活保護を受給していたが、この時期にケイシーはニューヨーク市に移る決意をしたという。移ることに先立ち、ケイシーはコネチカット州ミスティックで皿洗いと即席料理専門のコックとして働いた。ニューヨークに移住したのは2001年で、移住後すぐに9.11テロを目撃している。事件現場のワールドトレードセンターは彼が当時住んでいた友人宅の数ブロック先で、2機目の突入時には逃げながら乗っていた自転車から吹き飛ばされるほどの衝撃を受けたと語っている。 ニューヨークで彼が最初に得た仕事は自転車便であった。後に、カメラやパソコンを購入してからはホームビデオの撮影等で収入を得ていた。

## 家族と人物
17歳の時に出来た長男オーウェン、現在の妻キャンディス、キャンディスとの間にできた2人の娘フランシーヌとジョージーの5人家族である。キャンディスとの最初の婚約は1ヶ月で破棄されたが、その後、復縁と決別を何度も繰り返し、最終的に結婚した。彼女との仲はいくつもの動画の中で語られている。オーウェンは動画に映ることを厭わないが、キャンディスは嫌っている。フランシーヌは、生まれて間もない頃はよく動画に出ていた。少し成長してからは、赤ん坊の彼女には拒否できないのに映すのは適切ではないと思い、正面から撮影することはやめ、後ろ姿にとどめている。
自らを物を壊すことの多い人間だと認めている。彼のオフィスには、今までに壊したカメラ、ドローン、パソコンなどすべてが収納されている。一方で整頓好きではあり、工具入などはすべて同じ規格のものを揃え、各箱に内容物を手書きで記し、8台あるBoosted Boardは壁に埋め込まれた手作りの充電ラックに一列に並べる等の几帳面さも見られる。
映画作家になることを目指していたが、YouTubeの可能性に魅力を感じYouTuberになった。今ではハリウッド映画の様なものを作ることは一切考えていないという。

## 経歴

### Tom Sachsの映画
2001年中頃、ケイシーと彼の兄ヴァンは、アーティストのTom Sachsと共に最終的にアーティストの彫刻とその芸術空間についての一連の映画を製作する仕事を始めた。これが兄弟が共同で完成させた最初の仕事となった。

### iPod's Dirty Secret
ケイシーはヴァンとともにiPod's Dirty Secretと題された3分間の映画を製作した。それはiPod classicの電池交換プログラムがAppleに無いことを批判するという内容のものであった。これにより兄弟は2003年に初めて国際的な発表の場を得た。この映画は国内メディアの注目を受けるとともに、iPodの電池交換についてのAppleの方針に幅広い注目をもたらした。映画の冒頭において、Appleサポート800番への電話の呼び出し音で始まり、ケイシーとライアンというオペレーターとの間での会話が展開される。ケイシーは、彼がiPodを使い始めてから18ヶ月後に電池が使い物にならなくなったと説明する。それに対してライアンは、電池交換には手数料と発送料がかかるためケイシーは新しいiPodを買い直したほうが楽であると提案する。次いでNWAのラップ曲「Express Yourself」がBGMとして流れる中、兄弟はiPodのユーザーにこの情報を広く提供するために「public service announcement（公共広告）」運動を始める。「iPod's Unreplaceable Battery Lasts Only 18 Months（iPodの取り替えられない電池はたった18ヶ月しか持たない）」という文章を切り込んで作った型紙と白いスプレーを使い、彼らはマンハッタンの通りのiPodの広告の上からその警告文を吹き付けた。
その映画は2003年9月20日にインターネット上に投稿され、6日以内に100万回以上閲覧された。すぐさまメディアの注目を引きつけ、論争はワシントンポスト、ローリングストーン誌、FOXニュース、CBSニュース、そしてBBCニュースを含む130の消息筋により世界中に広がった。
Appleは2003年10月14日に公式に電池交換の方針を公表し、同月21日にはiPodの延長保証プログラムも発表した。ワシントンポストはこの2つのプログラムが兄弟の映画が公になった「数日後」に発表されたと誤って述べた。フォックスニュースはこのAppleの方針転換の日を映画公開の「2週間後」であると確定し、Neil CavutoはFox News Your Worldにおいてそれを「David and Goliath story（ダビデとゴリアテ物語）」と呼んだ。Appleの広報担当Natalie Sequeiraは、映画と同社の新方針についてのいかなる関連も否定し、方針の転換は映画が発表される何ヶ月も前から準備中であったと主張した。

### Science experiments
2004年にケイシーと彼の兄は、Science experimentsと題した映画シリーズを製作した。計15分間のこのシリーズは様々な実験を記録した数多くの短編映画を呼び物にした。

### HBO series
2009年7月、Home Box Office HBOは8つのエピソードのテレビシリーズ「The Neistat Brothers」をたった200万ドル以下で購入した。そのシリーズはケイシー、ヴァン、Mason Daughert、そしてTom Scottにより製作された。フリーの映画監督であるChristine Vachonがコンサルティングプロデューサーとして務めた。ケイシーとヴァンの製作・脚本であるそのショーは、自伝的で一人称において語られ、それぞれのエピソードは兄弟の生活についての短い物語からなる。最初のエピソードは2010年6月4日の深夜にHBOにおいて放送された。
The Hollywood ReporterのBarry Garronは「ドクター・スースが文学ならナイスタットは短編映画だな」（The Neistat Brothers are to film what Dr. Seuss is to literature）と称賛した。ワシントンポストのHank Stueverは「生きる事への情熱に満ちている。好きにならずにはいられない」と記した。しかし否定的な意見もあった。Zeitgeisty Reportというブログは「気取りすぎで知ったかぶり、さらに自惚れでめちゃくちゃ」とコメントし、続けて「HBO史上最もイライラするショー」とまで言い放った。

### その他の映画
The Pleasure of Being Robbed, Daddy Longlegsではプロデューサーを務めている。

## YouTuberとして

### 概要
2010年からYouTubeに動画を投稿し始める。最初の数年間は、自伝や、社会に対する不満をアニメーションなどで表現する動画が主である。
2011年に投稿したBike Lanesという、ニューヨークの自転車レーンの不便さを、障害物に当たりまくるという方法で皮肉った動画が爆発的人気を呼び、iPodの動画に次ぐ大きな転換点だと彼自身も語っている。2014年から、毎日の生活を10分ほどの動画でまとめるVLOGスタイルを始め、3年間で700万人以上チャンネル登録者数を伸ばした。現在ではカンファレンスなどにも多く参加しており、コンテンツクリエイターやアントレプレナーとして世界各国で講演をしている。各地への移動の情景をYouTubeに投稿することも多い。

### 特徴
動画のスタイルは主に決まっており、タイムラプスを多用することで知られている。移動しながら自らを撮影する時は、ゴリラポッドをJの字に曲げて、下部を手で持ちながら自撮り棒代わりに使っている。ドローン撮影が好きであり、Djiを主として10台以上（落下して故障させたものも含め）所有している。トレードマークとしてRay-banのサングラスを白いスプレーを使ってビンテージ加工したものを、常に付けている。加工するようになったきっかけは、CMの撮影時に行った塩湖において、付けていたサングラスのフレームとレンズの溝に塩がたまって白くなっていたのをかっこいいと思ったことだと話している。また、サングラスを掛ける理由としては、カメラマンを設けていないため、自分の映り具合をカメラについているモニターで確認する時に、カメラから目線が外れていることを視聴者に見られないようにするためだと述べている。

### スポンサー
動画でレビューするガジェット、サービスなどは、自分で購入したり、製造会社が勝手に送りつけてきたものが主であり、紹介することによって金銭は得ていない。ただし、Samsungとはだけは契約を結んでおり、CMに出演したり、動画制作を援助してもらうことも多々ある。Samsung製の商品をレビューする時は、「お金はもらっていないけど、とても偏った意見だから」と自ら述べてからレビューをしている。

### 交友
毎年ハロウィン動画を一緒に投稿するPrank vs PrankのJesse、同じ建物にオフィスを構えるクリエイターのOscar Boyson、同じく映画クリエイターのMax Joseph、Bemeの従業員のJackなどと親しく、動画にもよく出演する。